# Małgorzata Misiuk
Małgorzata Misiuk (ur. 23 marca 1991 w Białymstoku) – polska koszykarka występująca na pozycji silnej skrzydłowej, reprezentantka Polski.
Jest wychowanką Gimbasketu Białystok. Od 2007 była uczennicą Szkoły Mistrzostwa Sportowego w Łomiankach, w barwach drużyny szkolnej debiutowała w sezonie 2007/2008 w ekstraklasie, w sezonach 2008/2009 i 2009/2010 występowała w I lidze. W 2010 została zawodniczką Lotosu Gdynia, w gdyńskiej drużynie (grającej w sezonie 2012/2013 jako Centrum Wzgórze Gdynia, w sezonie 2013/2014 jako Riviera Gdynia) występowała do 2014, w sezonie 2014/2015 była zawodniczką Energi Toruń, od 2015 występuje w Wiśle Kraków.
Z młodzieżową reprezentacją Polski wywalczyła brązowy medal mistrzostw Europy U-20 w 2011. Wystąpiła też na mistrzostwach Europy juniorek w 2009 (12 miejsce), młodzieżowych mistrzostwach Europy w 2010 (9 miejsce) i mistrzostwach Europy seniorek w 2015 (18 miejsce).

## Osiągnięcia
Drużynowe
- Mistrzyni Polski (2016)
- Wicemistrzyni Polski (2017)[1]
- Zdobywczyni Pucharu Polski (2011)
- Finalistka Pucharu Polski (2012, 2015)
- Uczestniczka rozgrywek Euroligi (2010/11, od 2014)

Indywidualne
- Nadzieja Gdyńskiego Sportu 2010[2]

Reprezentacja
- Brązowa medalistka mistrzostw Europy U-20 (2011)
- Uczestniczka mistrzostw Europy:
  - 2015 – 18 .miejsce
  - U–16 (2007 – 10. miejsce)
  - U–18 (2009 – 12. miejsce)
  - U–20 (2010 – 9. miejsce, 2011)
- Zaliczona do I składu mistrzostw Europy U–20 (2011)[3]